# Unión Norteamericana de Fútbol
La Unión Norteamericana de Fútbol, por sus siglas en inglés NAFU (en inglés: North American Football Union), sería la unión regional avalada y reconocida por la Concacaf para la zona de Norteamérica. Debido a que las tres selecciones tienen la clasificación asegurada a las rondas finales tanto de premundiales como preolímpicos en ambas ramas, esta unión no se encuentra en actividad.

## Miembros asociados
| País           | Federación                                   | Fundación | Selecciones        | Entrenador                                               |
| -------------- | -------------------------------------------- | --------- | ------------------ | -------------------------------------------------------- |
| Estados Unidos | Federación Nacional de Estados Unidos (USSF) | 1913      | Masculina Femenina | Mauricio Pochettino (masculina) Twila Kilgore (femenina) |
| México         | Federación Mexicana de Fútbol (FMF)          | 1927      | Masculina Femenina | Javier Aguirre (masculina) Pedro López (femenina)        |
| Canadá         | Federación Nacional de Canadá (CSA)          | 1912      | Masculina Femenina | Jesse Marsch (masculina) Beverly Priestman (femenina)    |

El cuarto país norteamericano,  Bermudas, es miembro de la CFU.

## Competencias

### Masculino

#### Torneos de selecciones nacionales
Debido a que los 3 países están clasificados automáticamente a las fases finales en competencias entre selecciones nacionales de Concacaf, no se realizan torneos de eliminatoria como en las otras subregiones: Centroamérica y el Caribe. Sin embargo, ya como miembros de la Concacaf se realizaron 2 torneos previos a la Copa de Oro:
- Copa de Naciones Norteamericana 1990[2]
- Copa de Naciones Norteamericana 1991[3]

#### Torneos de clubes
- Leagues Cup

#### Extintos
Existió una competencia entre clubes en América del Norte, fue una competencia oficial no organizada por la Concacaf, sin embargo está aprobada por la misma.
- SuperLiga Norteamericana

### Femenino
- Ninguna

## Equipos norteamericanos participantes en competencias FIFA

### Masculino

#### Copa Mundial de Fútbol
| Selección/Mundial | 1930 | 1934 | 1938 | 1950 | 1954 | 1958 | 1962 | 1966 | 1970 | 1974 | 1978 | 1982 | 1986 | 1990 | 1994 | 1998 | 2002 | 2006 | 2010 | 2014 | 2018 | 2022 | 2026 | Total | Torneos de calificación |
| Canadá            |      |      |      |      |      | •    |      |      | •    | •    | •    | •    | 1R   | •    | •    | •    | •    | •    | •    | •    | •    | 1R   |      | 2     | 15                      |
| México            | 1R   | •    |      | 1R   | 1R   | 1R   | 1R   | 1R   | QF   | •    | 1R   | •    | QF   | ×    | R16  | R16  | R16  | R16  | R16  | R16  | R16  | 1R   |      | 17    | 20                      |
| Estados Unidos    | 3º   | 1R   |      | 1R   | •    | •    | •    | •    | •    | •    | •    | •    | •    | 1R   | R16  | 1R   | QF   | 1R   | R16  | R16  | •    | R16  |      | 11    | 21                      |
| Total             | 2    | 1    | 0    | 2    | 1    | 1    | 1    | 1    | 1    | 0    | 1    | 0    | 2    | 1    | 2    | 2    | 2    | 2    | 2    | 2    | 1    | 3    |      | 30    | –                       |

Leyenda
- 1º  – Ganador
- 2º  – Finalista
- 3º  – Tercer lugar
- 4º  – Cuarto lugar
- QF – Cuartos de final
- R16 – Octavos de final
- 2R – Segunda ronda (1982; 2026–)
- 1R – Fase de grupos; Primera ronda (1934)
- q — Clasificado por el próximo torneo
- •   — Clasificación fallida
- — Retirado/No participó
- ×   — Descalificado
- Anfitriones

#### Copa Confederaciones
- México: 6 participaciones (campeón en 1999)
- Estados Unidos: 4 participaciones (subcampeón en 2009)
- Canadá: 1 participación

#### Juegos Olímpicos
- Estados Unidos: 14 participaciones
- México: 10 participaciones (campeón en 2012)
- Canadá: 3 participaciones

### Femenino

#### Copa Mundial Femenina de fútbol
- Estados Unidos: 8 participaciones (campeonas en 1991, 1999, 2015 y 2019)
- Canadá: 8 participaciones (cuarto lugar en 2003)
- México: 3 participaciones

#### Juegos Olímpicos
- Estados Unidos: 8 participaciones (campeonas en 1996, 2004, 2008, 2012 y 2024)
- Canadá: 5 participaciones (campeonas en 2020)
- México: 1 participación

## Sistemas de competencia
Sistema estadounidense
- Major League Soccer
- USL Championship
- USL League One
- MLS Next Pro
- USL League Two
- National Premier Soccer League

Sistema mexicano
- Primera División de México
- Liga de Expansión MX
- Serie A de México
- Serie B de México
- Tercera División de México

Sistema canadiense
- Canadian Premier League
- Canadian Soccer League

## Clásicos Norteamericanos

### Masculina
- México -  Estados Unidos
  - Las selecciones de México y Estados Unidos protagonizan el duelo de selecciones más importante del área, el ya consagrado Clásico de la Concacaf. Desde su primer enfrentamiento el 24 de mayo de 1934, se han disputado un total de 79 partidos con 38 victorias mexicanas, 24 estadounidenses y 17 empates, incluyendo varias finales de Copa Oro.[5] Durante muchos años este encuentro no era considerado como un clásico debido a que el fútbol, o «soccer» como es conocido en Estados Unidos, no era un deporte popular y su selección era regularmente vencida contundentemente por la selección mexicana. La situación cambió después de la Copa Mundial de Fútbol de 1994, cuando supuso un fuerte impulso en el desarrollo del fútbol estadounidense a la par del mexicano. Esto, más la ya persistente enemistad entre las aficiones de ambos países, las derrotas mexicanas por 2:0 en Columbus y el auge de la Major League Soccer ha sido fundamental para el crecimiento de la rivalidad, siendo el partido más seguido entre selecciones de Concacaf y la segunda más importante del continente.

Aunque el impacto mediático de la rivalidad sea menor o dicha no este tan arraigada, también se han considerados clásicos los partidos entre:
- Estados Unidos -  Canadá
  - Enfrentándose con frecuencia en la Copa de Oro, Estados Unidos históricamente ha sido el lado más fuerte. El historial es de 17 victorias para ellos, 11 victorias para Canadá y 13 empates en un total de 41 duelos. No obstante, los fanáticos del fútbol estadounidense generalmente miran a México como el principal rival, mientras que Canadá es un rival secundario. Eso es a causa de que los canadienses no suelen ser visto como un rival competitivo ya que no había vencido a los Estados Unidos desde un amistoso en 1985 hasta el 15 de octubre de 2019 cuando derrotaron a sus vecinos del sur con un 2-0 en el BMO Field de Toronto. Pero hay que tomar en cuenta que el fútbol canadiense año con año ha ido en progreso y desde entonces, los partidos entre ambas naciones han sido muy competitivos.

- Canadá -  México
  - Los partidos entre canadienses y mexicanos suelen darse principalmente, pero no exclusiva, en la Copa de Oro y las eliminatorias mundialistas. Ambos países suman 40 enfrentamientos, en los que México sale favorecido con 25 victorias, mientras que Canadá sólo cuenta con 4, además de darse 11 empates. El 18 de julio de 1993, la selección mexicana golearía 8:0 a la canadiense en un partido de la Copa de Oro, siendo la mayor goleada encajada para estos últimos en su historia. Años después, la selección canadiense propicio una de las derrotas más infames de la historia Tricolor, al eliminar a México en las semifinales de la Copa Oro 2000, que de sorpresa terminarían ganando. El 25 de marzo de 2016, México consiguió una victoria histórica al golear 0-3 a Canadá en calidad de visita, aunque cinco años más tarde, los Canucks terminaron una racha de 10 partidos sin vencerlos cuando ganaron 2-1 en las eliminatorias. Debido a la histórica amistad sociopolítica de ambas naciones, se ha asumido este enfrentamiento menos que una rivalidad, aunque han existido casos de trifulca entre jugadores o entre aficiones.

## Ranking FIFA

### Masculino
La más reciente Clasificación mundial de la FIFA del 6 de octubre de 2022 muestra a los tres equipos de la Unión Norteamericana de Fútbol (NAFU):

| Puesto Ranking FIFA | País           | Puntos | Cambio |
| ------------------- | -------------- | ------ | ------ |
| 13º                 | México         | 1644   | 1      |
| 16º                 | Estados Unidos | 1627   | 2      |
| 41.º                | Canadá         | 1475   | 7      |

### Femenino
La más reciente Clasificación mundial de la FIFA del 9 de diciembre de 2022 muestra a los tres equipos de la Unión Norteamericana de Fútbol (NAFU):

| Puesto Ranking FIFA | País           | Puntos | Cambio |
| ------------------- | -------------- | ------ | ------ |
| 1°                  | Estados Unidos | 2078   | 0      |
| 6º                  | Canadá         | 2003   | 1      |
| 35º                 | México         | 1623   | 0      |